# Halowe Mistrzostwa Europy w Lekkoatletyce 1983 – bieg na 200 m kobiet
Bieg na 200 metrów kobiet – jedna z konkurencji biegowych rozgrywanych podczas halowych lekkoatletycznych mistrzostw Europy w Sportscsarnok w Budapeszcie. Eliminacje i bieg finałowy zostały rozegrane 5 marca 1983. Zwyciężyła reprezentantka Niemieckiej Republiki Demokratycznej Marita Koch, która w finale ustanowiła nieoficjalny halowy rekord świata czasem 22,39 s. Tytułu zdobytego na poprzednich mistrzostwach nie broniła Gesine Walther z NRD.

## Rezultaty

### Eliminacje
Rozegrano 2 biegi eliminacyjne, do których przystąpiło 9 biegaczek. Awans do finału dawało zajęcie jednego z pierwszych dwóch miejsc w swoim biegu (Q). Skład finału uzupełniła zawodniczka z najlepszym czasem wśród przegranych (q).
Opracowano na podstawie materiału źródłowego.
Bieg 1
| Miejsce | Zawodniczka     | Czas  | Uwagi |
| ------- | --------------- | ----- | ----- |
| 1       | Marita Koch     | 23,12 | Q     |
| 2       | Joan Baptiste   | 23,48 | Q     |
| 3       | Raisa Machowa   | 23,55 | q     |
| 4       | Susanna Bergman | 24,76 |       |
| 5       | Semra Aksu      | 25,04 |       |

Bieg 2
| Miejsce | Zawodniczka       | Czas  | Uwagi |
| ------- | ----------------- | ----- | ----- |
| 1       | Christina Sussiek | 23,82 | Q     |
| 2       | Els Vader         | 24,08 | Q     |
| 3       | Renata Černochová | 24,15 |       |
| 4       | Erzsébet Juhász   | 24,21 |       |

### Finał
Opracowano na podstawie materiału źródłowego.
| Miejsce | Zawodniczka       | Czas  | Uwagi |
| ------- | ----------------- | ----- | ----- |
| 1       | Marita Koch       | 22,39 | WR    |
| 2       | Joan Baptiste     | 23,37 |       |
| 3       | Christina Sussiek | 23,61 |       |
| 4       | Els Vader         | 23,64 |       |
| –       | Raisa Machowa     | DNF   |       |